# Ibach (entreprise)
Pour les articles homonymes, voir Ibach.
 (août 2022).

Ibach était jusqu'en 2007 une des  plus anciennes entreprises factrices de pianos du monde, basée à Schwelm (Allemagne). Elle est toujours restée entre les mains de la famille Ibach. 
Elle est considérée comme l'une des meilleures marques de pianos. En décembre 2007, la direction a annoncé la décision de fermer l'entreprise, face à la concurrence du marché.

## Historique

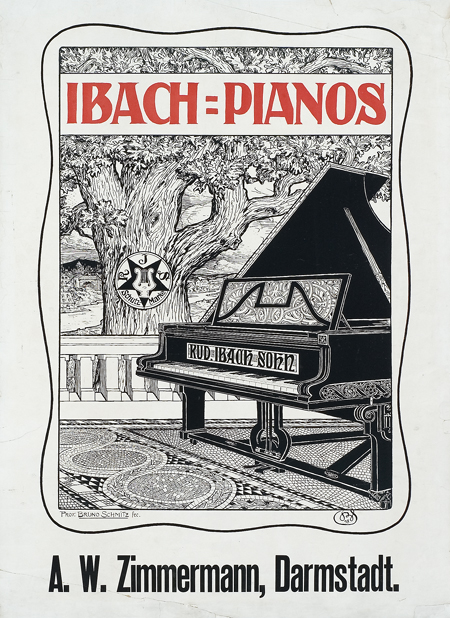
Affiche „Ibach-Pianos“ de 1898 par Bruno Schmitz

Après avoir achevé ses études au monastère de Beyenburg, dans le Sud de l’Allemagne, Johannes Adolf Ibach (1766-1848) voyagea à travers tout le pays pour mieux le connaître. Il en profita pour apprendre la facture de l’orgue et du piano auprès de certains des meilleurs artisans, et, de retour chez lui, on lui confia le ravalement des grandes orgues de Beyenburg. Mais il était surtout enthousiasmé par le piano, qui, à ses yeux, offrait d’immenses possibilités. Il ouvrit un atelier en 1794, travaillant pour les musiciens locaux qui s’étaient convertis à ce nouvel instrument.
Malgré divers obstacles (y compris les guerres napoléoniennes), l’entreprise connut une croissance régulière. En 1825, des ennuis de santé obligèrent Johannes à confier la direction des affaires à son fils aîné, Carl Rudolf, alors âgé seulement de 21 ans. Celui-ci apporta des innovations à la conception des instruments, mais aussi aux techniques de vente. En 1838, Ibach lança le premier piano droit produit commercialement et, plus tard, le cadre en fonte. Bientôt, la réputation de la maison se répandit à travers l’Europe, mais, comme son père, Carl Rudolf disparut relativement jeune.
Le fils de Carl, P.A. Rudolf Ibach, passa à la tête de la fabrique, lui aussi à l’âge de 20 ans. Rudolf est en grande partie responsable de la grande renommée de la marque. Il alliait intelligence, prévoyance et magnétisme à un excellent sens des affaires. Il courtisait les membres de la famille royale et les musiciens les plus célèbres de l’époque, parmi lesquels Liszt, Wagner et Brahms. Il envoya son fils, Walter, étudier les méthodes des autres grands facteurs internationaux et organisa des concours dotés de récompenses pour les meilleurs pianos de style. Il mit en place le tout premier réseau de revendeurs et rebaptisa la maison Rudolf Ibach Sohn. Celle-ci opère aujourd’hui sous son nom abrégé, Rud. Ibach Sohn.
Sous la direction de A. Rudolf Ibach, la maison survécut à la Première Guerre mondiale. Elle passa ensuite à J. Adolf Ibach, mais l’usine fut entièrement détruite pendant la Seconde Guerre mondiale, si bien que la production cessa jusqu’en 1952. 
À la fermeture en 2007, la maison était dirigée par la sixième génération Ibach, représentée par Rolf et Christian.